# 합 규칙 (조합론)
조합론에서, 합 규칙(合規則, 영어: rule of sum)은 어떤 과정에 여러 가지 방법이 있을 때, 그 과정의 경우의 수가 각자 방법의 경우의 수의 합이라는 법칙이다.

## 정의
어떤 과정을 거치는 데 {\displaystyle k}가지 방법이 있다고 하자. 이들 방법의 경우의 수가 각각 {\displaystyle n_{1},n_{2},\dots ,n_{k}}라고 하자. 합 규칙에 따르면, 이러한 과정의 경우의 수는 이들 경우의 수의 총합이다.:20 즉, 다음과 같다.
{\displaystyle n_{1}+n_{2}+\cdots +n_{k}}

## 같이 보기
- 곱 규칙 (조합론)